# Die Stühle
Die Stühle (franz. Originaltitel Les Chaises) ist ein Einakter von Eugène Ionesco und das dritte Theaterstück des französisch-rumänischen Schriftstellers, der in Frankreich als der bedeutendste Dramatiker der zweiten Hälfte des 20. Jahrhunderts und als führender Vertreter des Absurden Theaters gilt. Die vom Autor als „tragisch“ bezeichnete Farce wurde im Frühjahr 1951 geschrieben und am 22. April 1952 unter der Regie von Sylvain Dhomme in Paris uraufgeführt.
Zunächst hatte sich allerdings lange kein Theater gefunden, das es riskieren wollte, dieses surreale Spiel im Spiel (das Bühnenbild besteht aus einem Zuschauerraum, das Publikum sieht sich gleichsam selbst zu) zu inszenieren und den Zuschauern eine Vorführung zuzumuten, in der die meisten Charaktere stumm und unsichtbar bleiben. Schließlich mieteten die Schauspieler einen alten, unbenutzten Saal, das Théâtre Lancry. Finanziell war das Unternehmen eine Katastrophe. Nur zu oft waren die leeren Stühle auf der Bühne ein getreues Abbild der leeren Sitze vor der Bühne. Heute gilt Die Stühle als Ionescos bedeutendstes Werk.
Auch im deutschen Sprachraum erfreute es sich großer Beliebtheit, besonders bei experimentierfreudigen Studenten-, Keller- und Zimmertheatern, die mit kleinen Ensembles auskommen müssen.

## Inhalt
Poppet und Semiramis, ein greises Ehepaar, er 95, sie 94 Jahre alt, leben in einem schäbigen runden Turm auf einer Insel, die mit Mücken verseucht und von fauligem Wasser umgeben ist. Um der trostlosen Langeweile ihrer Gegenwart zu entfliehen, schwelgen sie in naiven Erinnerungen an ihr einstiges gemeinsames Glück. Sie scheinen die letzten Überlebenden einer postapokalyptischen Welt zu sein: Paris ist völlig zerstört, die Pyrenäen gibt es nicht mehr und alle Brücken sind abgebrochen.
Allmählich gehen ihre kindlichen Schwärmereien in offene Vorwürfe über. Nachdem Semiramis ihren Mann eben noch mit Lob überhäuft und wie einen Sohn bemuttert und liebkost und damit getröstet hat, dass er in Wahrheit ein großer Philosoph sei und eigentlich auch das Zeug zum Chef gehabt hätte, beklagt sie sich im nächsten Augenblick, während der weinerliche Alte wie ein kleiner Junge wiederholt nach seiner „Mama“ schreit, über dessen Nichtsnutzigkeit, derentwegen er es im Leben zu nichts Besserem als zum Hausmeister und „Herrn über Putzlappen und Eimer“ gebracht habe.
Die beiden erwarten einen Berufsredner, den Poppet, selbst rhetorisch nicht sonderlich begabt, eigens engagiert hat, um eine wichtige Botschaft, die er im Laufe seines langen Lebens über den Sinn des Daseins erarbeitet hat, an die Nachwelt weiterzugeben. Sie sind hektisch damit beschäftigt, die nach und nach aus aller Welt eintreffenden unsichtbaren Honoratioren (Präsidenten, Bankiers, Besitzer, Gelehrte, Bischöfe) und sonstigen Gäste (Polizisten, Wächter, Chemiker, Kupferstecher, Geiger, Krämer, Briefträger, Gastwirte, Artisten, Beamten, Abgeordnete, Militaristen, Revolutionäre, Irrenärzte und ihre Irren, aber auch Chromosomen, Gebäude und Federhalter) mit ausgesuchter Höflichkeit zu begrüßen und für sie genügend Stühle herbeizuschaffen. Den Rhythmus dazu diktieren ihnen das Läuten der Haustürklingel, das mit der Zeit immer dringlicher und bedrohlicher wird, und die sich wie von Geisterhand öffnenden und schließenden Türen, die ständig schneller und fordernder auffliegen und wieder zuknallen. Immer mehr erfährt der Zuschauer nebenbei von der langen Ehegeschichte der beiden Alten, vor allem aber von deren Isolation und von der Unmöglichkeit echter Kommunikation im endlosen Kreislauf des Lebens. Die Hysterie der beiden, im Wirrwarr der Stühle erstickenden und sich aus den Augen verlierenden Gastgeber wächst, und Poppets konfuse Komplimente für die Gäste, echohaft wiederholt von Semiramis, überschlagen sich, als unter den Geladenen sogar der (ebenfalls unsichtbare) Kaiser persönlich eintrifft.
Endlich erscheint auch der Redner selbst, ein Mann mit versteinertem Gesicht und in historischer Biedermeierkostümierung. Restlos begeistert, da nun die Quintessenz all ihrer Erfahrungen ausgesprochen und ihr Leben zur Legende verklärt werde – ein Glück, das nicht mehr zu steigern sei –, stürzen sich Poppet und Semiramis in einer letzten Ekstase aus dem Turmfenster ins Wasser und begehen Selbstmord.
Während zum Schluss des Stücks über Lautsprecher das Geräusch der Zuhörer eingeblendet wird, muss das Publikum im Theater feststellen, dass der lang erwartete Redner zwar sichtbar, aber taubstumm ist und statt verständlicher Worte nur ein heiseres Gestammel hervorbringt. Er schreibt ein paar rätselhafte Zeichen und das Wort „Adieu“ an die Tafel, tritt wieder ab und lässt das Publikum vor den leeren Stuhlreihen mit dem Blick auf die offenen, ins schwarze Nichts weisenden Türen allein.

## Deutung

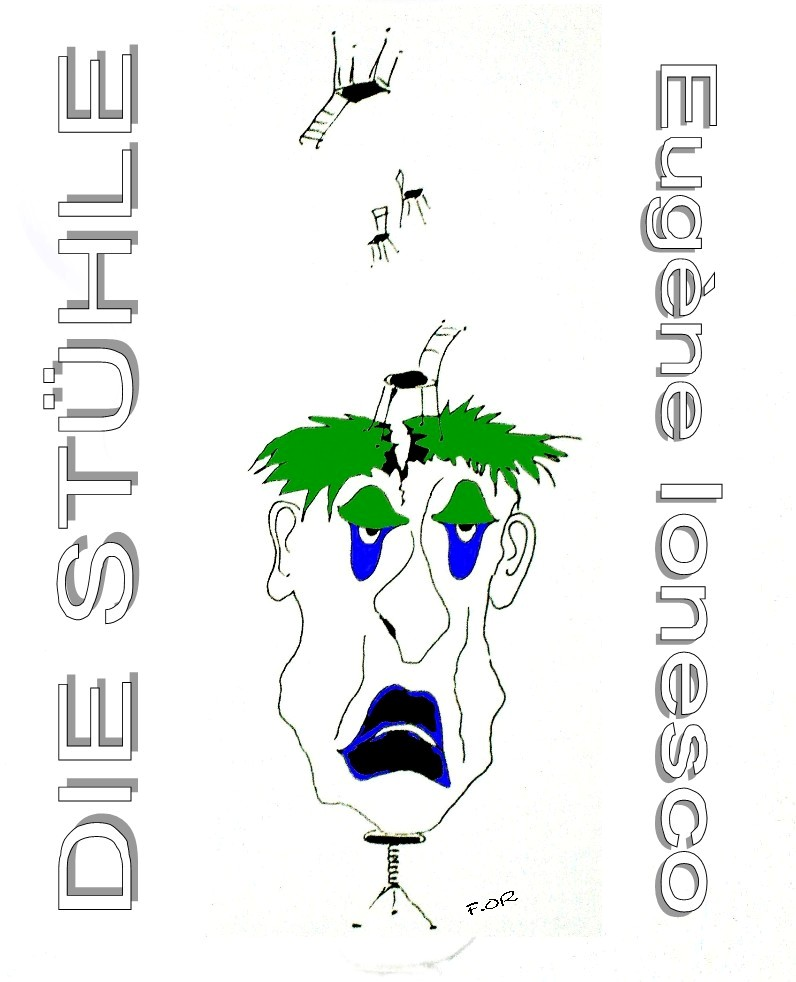
Theaterplakat

Das Stück bietet eine paradoxe Melange aus beckettscher Trostlosigkeit und Marx-Brothers-Irrsinn und verknüpft deren typische Versatzstücke zu der spezifischen Klimax, die für die meisten Werke Ionescos so kennzeichnend ist. Ähnlich wie in den Dramen Die kahle Sängerin (La cantatrice chauve) und Die Unterrichtsstunde (La Leçon) nimmt das Karussell von Phrasen und Anekdoten, Komplimenten und Vorwürfen zunächst gemächlich Fahrt auf, wird bald jedoch schneller (Stühle schleppen), kreischender (Klingeln) und verwirrender (auffliegende Türen) und beschleunigt sich schließlich zur schwindelerregenden Pirouette, bevor es plötzlich zum tödlichen Stillstand kommt und die Protagonisten von der Bildfläche schleudert.
Die ritualisierte Ehe des kleinbürgerlichen Paares repräsentiert den Leerlauf der menschlichen Existenz. Vergeblich hat man 75 Jahre lang im zweisamen Miteinander Halt gesucht und sich doch immer wieder verloren. Nach einem verfehlten Leben klammert man sich nun, sinnlose Phrasen und Non-sequiturs deklamierend, an die fiktive Welt unerfüllt gebliebener Wunschträume und ist doch gleichzeitig so vermessen, aller Welt solchen Wirrwarr als der Weisheit letzten Schluss zu Gehör bringen zu wollen. Die Sitzplätze aber bleiben unbesetzt, niemand will die angeblich „menschheitsbeglückende Botschaft“ hören, die der bestellte Redner verkünden soll und die ohnehin nur aus unverständlichem Geröchel besteht.
Dies zeigt nicht nur, dass eine persönliche sinnvolle Lebensbilanz heute nicht mehr gezogen werden kann bzw. banal bleibt und nicht ankommt, es verrät auch – wie die Wandtafel des Redners und die leeren Stühle dokumentieren – etwas über die Bildungsinstitution Theater überhaupt: Seine Botschaft wie im Klassenzimmer lernen und schwarz auf weiß nach Hause tragen zu können, wird hier ausdrücklich geleugnet. Das Theater als „Schule der Nation“ (Lessing) als „moralische Anstalt“ (Schiller) hat ausgedient. Wie bereits La Leçon, wo Ionesco ja schon im Titel die Schule als Folie seiner Geschichte benutzt, demonstriert auch Les Chaises, dass aufklärerisches Unterrichten oder gar eine Lehre von der Bühne herab nicht mehr ernsthaft zu erwarten sei. Die Interpreten des Absurden Theaters werden auf ihrer Sinnsuche (wie immer) gründlich frustriert.
Ionesco ist der Antipode zum „Lehrstücke“-Schreiber Bertolt Brecht. Die Stühle düpieren „alle Erwartungen, es gebe Welterklärungen, Heilsgewissheiten. Wir wissen inzwischen, dass der Sinn, den Brecht in der Geschichte sah, (utopisch verbrämter) Unsinn war und der Unsinn, den Ionesco dem entgegensetzte, schon absurden Sinn machte.“ Getreu seinem Vorbild Samuel Beckett, der behauptete, seine Texte drehten sich im Kreise und brächten deshalb nichts zum Ausdruck, eben weil es in der Moderne nichts mehr auszudrücken gebe, sieht auch Ionesco seine Mission in dem Moment erfüllt, als er solche Ausdruckslosigkeit zum Ausdruck gebracht hat. Und genau wie sein Vorbild Beckett in Warten auf Godot zitiert auch Ionesco angesichts solcher Absurdität am Ende seines Stückes verschmitzt Gott als Reminiszenz und Inbegriff des einstigen Ziels menschlicher Sinnsuche: aus Godot (engl./franz. „kleiner Gott“) wird bei ihm der Abschiedsgruß „Adieu“ (von franz. « á dieu » (zu Gott)).
Um eine Erklärung seines Stücks gebeten, schreibt Ionesco in einer Vorbemerkung zu Die Stühle:„Die Welt erscheint mir mitunter leer von Begriffen und das Wirkliche unwirklich. Dieses Gefühl der Unwirklichkeit, die Suche nach einer wesentlichen, vergessenen, unbenannten Realität, außerhalb derselben ich nicht zu sein glaube, wollte ich ausdrücken – mittels meiner Gestalten, die im Unzusammenhängenden umherirren und die nichts ihr eigen nennen außer ihrer Angst, ihrer Reue, ihrem Versagen, der Leere ihres Lebens. Wesen, die in ein Etwas hinausgestoßen sind, dem jeglicher Sinn fehlt, können nur grotesk erscheinen, und ihr Leiden ist nichts als tragischer Spott. Wie könnte ich, da die Welt mir unverständlich bleibt, mein eigenes Stück verstehen? Ich warte, daß man es mir erklärt.“
In einem Brief an seinen Regisseur Sylvain Dhomme verweigert Ionesco zwar weiter jegliche Interpretation, wird aber doch etwas genauer: Das Thema des Stückes seien nicht die Misserfolge und das Missgeschick der alten Leute, sondern die leeren Stühle selbst, „das heißt die Abwesenheit der Menschen, die Abwesenheit des Kaisers, die Abwesenheit Gottes, die Abwesenheit der Materie, die Unwirklichkeit der Welt, die metaphysische Leere; das Thema des Stückes ist das Nichts […] die Anwesenheit der Unsichtbaren muß immer greifbarer, immer wirklicher werden (will man dem Wirklichen Unwirklichkeit verleihen, so muß man dem Unwirklichen Wirklichkeit verleihen), bis man schließlich an den Punkt gelangt – der für den Verstand unzulässig, unannehmbar ist –, da das Unwirkliche zu sprechen, sich beinahe zu bewegen beginnt […] das Nichts hörbar, konkret wird“.
Im gleichen Schreiben fordert Ionesco, dass das am Schluss eingespielte Geräusch der Zuschauer der wichtigste Augenblick im gesamten Stück sei: In diesem Moment solle das Publikum nur mit den leeren Stühlen auf einer leeren Bühne konfrontiert sein, die mit Papierschlangen dekoriert und nutzlosem Konfetti übersät sei, was den Eindruck von Trauer, Leere und Ernüchterung vermittle, wie man ihn am Ende einer Tanzveranstaltung in einem Ballsaal habe. Dadurch würden die Stühle, die ganze Szenerie und die Leere auf unerklärliche Weise zum Leben erweckt (denn das sei die Wirkung jenseits jeder Ratio, wahrhaftig in ihrer Unwahrscheinlichkeit, die man anstreben und erreichen müsse), die Logik außer Kraft gesetzt und neue Zweifel geboren.
Als man Ionesco bescheinigte, er gehöre zur literarischen Avantgarde und habe Antitheater gemacht, tat er das als unbestimmte Formulierungen ab, die lediglich bewiesen, dass er Neues geschaffen habe. Und er fragte sich, ob das Avantgardistische seiner Stücke eventuell in deren innovativer Technik bestehe: „Die Erneuerung besteht vielleicht im Versuch, die theatralische Ausdrucksweise dadurch zu erweitern, dass ich das Bühnenbild und die Requisiten mitspielen ließ und vom Darsteller ein vereinfachtes, deutliches Spiel verlangte. Die Schauspieler konnten einen zugleich natürlicheren und übertriebeneren Stil finden. Ein Spiel, das zwischen dem Spiel realistischer Figuren und dem Spiel der Marionetten liegt. Ungewöhnlich im Natürlichen und natürlich im Ungewöhnlichen.“

### Textausgaben
- Eugène Ionesco, Théâtre I: La Cantatrice chauve, La Leçon, Jacques ou la soumission, Les Chaises, Victimes du devoir, Amédée. Paris: Gallimard (1954).
- Eugène Ionesco, Theaterstücke: Die kahle Sängerin, Die Unterrichtsstunde, Jakob oder Der Gehorsam, Die Stühle, Opfer der Pflicht, Amédée oder Wie wird man ihn los. Übers. v. Jacqueline und Ulrich Seelmann-Eggebert. Neuwied und Berlin: Luchterhand (1959).
- Eugène Ionesco, Die Stühle / Der neue Mieter. Zwei Theaterstücke. Mit einem Nachwort von Marianne Kesting. Stuttgart: Reclam (1959).
- Eugène Ionesco, Die Stühle / Der neue Mieter. Übers. v. Jacqueline und Ulrich Seelmann-Eggebert. Mit einem Nachwort von Lore Kornell. Stuttgart: Reclam (2001). ISBN 978-3-15-008656-8

### Sekundärliteratur
- Jean Anouilh: Du Chapitre des Chaises. In: Le Figaro, Paris, 23. April 1956.
- Frédéric Towarnicki: Des Chaises vides à Broadway. In: Spectacles, Nr. 2, Juli 1958.
- Eugène Ionesco: Argumente und Gegenargumente. Neuwied und Berlin: Luchterhand (1962).
- Eugène Ionesco: Notes and Counter Notes: Writings on the Theatre. (Trans. by Donald Watson) Grove Press, New York 1964.
- Martin Esslin: Eugène Ionesco: Theater und Antitheater. In: (Ders.:) Das Theater des Absurden. (Aus dem Englischen übers. v. Marianne Falk). Rowohlt Taschenbuch Verlag, Reinbek 1965, ISBN 3-499-55234-5, S. 97–158.
- François Bondy: Eugène Ionesco in Selbstzeugnissen und Bilddokumenten. Rowohlt, Reinbek 1975, ISBN 3-499-50223-2
- Wolfgang Hildesheimer: Über das absurde Theater. Eine Rede. Suhrkamp, Frankfurt 1985. ISBN 3-518-36862-1
- Walter Jens (Hrsg.): Kindlers Neues Literatur Lexikon. Studienausgabe. Kindler, München 1988, Band 8, S. 422.
- Ute Drechsler: Die „absurde Farce“ bei Beckett, Pinter und Ionesco. (Diss.) Tübinger Beiträge zur Anglistik, 12. Narr, Tübingen 1988, ISBN 3-87808-781-0